# Charles Murray (Schauspieler)

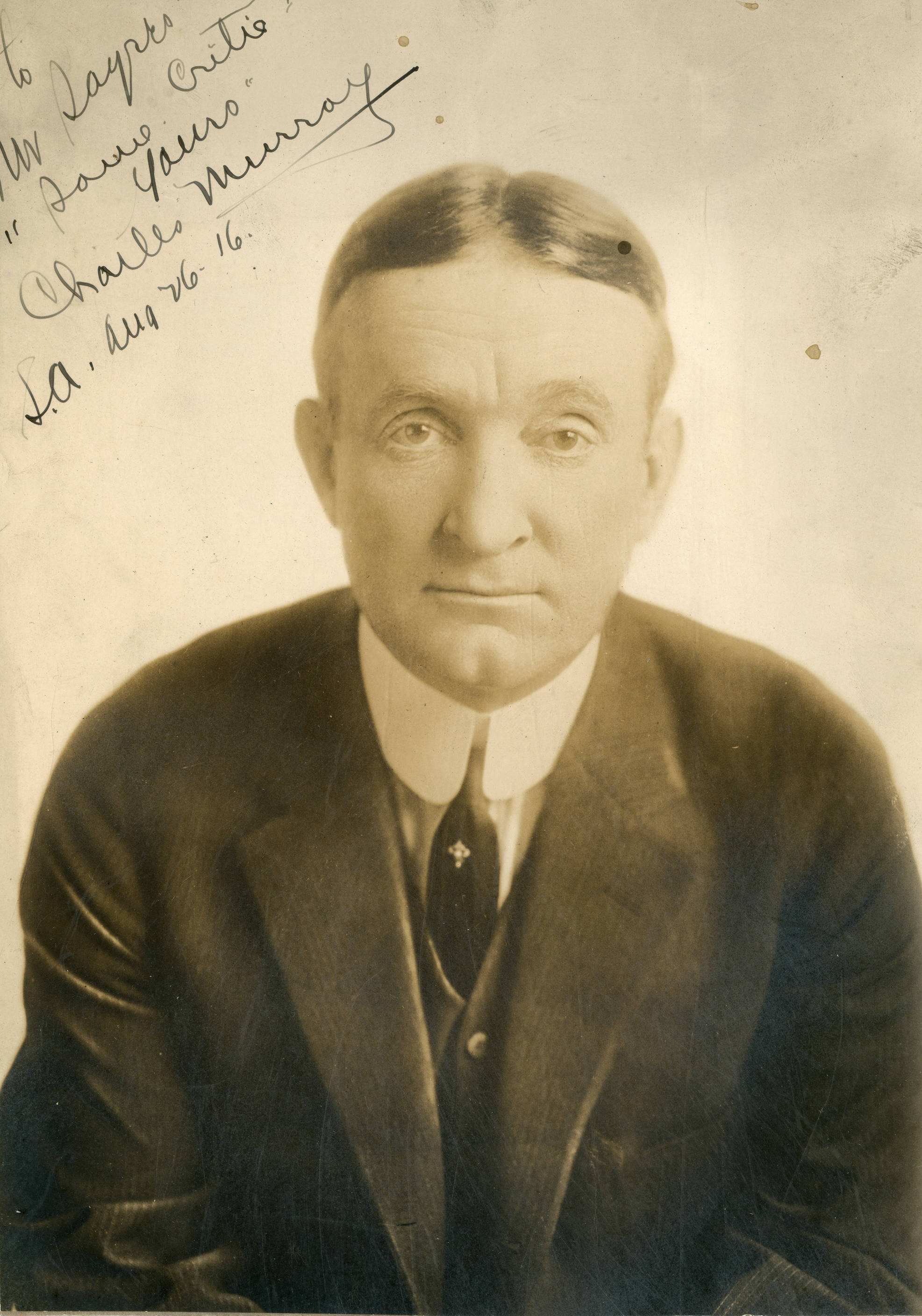
Charles Murray, 1916

Charles „Charlie“ Albert Murray (* 2. Juni 1872 in Laurel, Indiana; † 29. Juli 1941 in Los Angeles, Kalifornien) war ein US-amerikanischer Schauspieler teilweise der Stummfilmzeit.

## Leben
Murray war der Sohn von Isaac Murray und Martha Ellen Sullenburger. Er war seit seinem Jugendalter als Komiker im Varieté und auf der Bühne tätig, wobei er rund 20 Jahre mit seinem Schauspielkollegen Ollie Mack das Komikerduo Murray and Mack bildete. Um 1912 begann er für den Film zu arbeiten. Seine ersten Filme entstanden bei Biograph, später war er auch bei Mack Sennetts Keystone Kops zu sehen.
Murray wurde zu einem bekannten Charakterschauspieler des amerikanischen Stummfilms, der Hauptrollen oder prägnante Nebenrollen übernahm. Einen seiner größeren Erfolge erzielte er 1926 mit der Komödie Cohen contra Miller, in der er einen irischstämmigen Familienpatriarchen darstellte. Danach entstanden noch mehrere Cohen-contra-Miller-Filme. Murray schaffte den Sprung in den Tonfilm, stand aber in den 1930er-Jahren deutlich seltener vor der Kamera und zog sich allmählich aus dem Showgeschäft zurück. Insgesamt trat er zwischen 1912 und 1938 in mehr als 280 Filmen auf. Er führte auch bei fünf Filmen Regie.
Murray war mit Nellie Bae Hamilton verheiratet. Er starb 1941 in Los Angeles im Alter von 69 Jahren an einer Lungenentzündung. Für seinen Beitrag zum Film wurde er fast zwei Jahrzehnte nach seinem Tod mit einem Stern auf dem Hollywood Walk of Fame in der 1725 Vine Street geehrt.

## Filmographie (Auswahl)
- 1912: His Auto’s Maiden Trip
- 1913: Safe in Jail
- 1913: Murphy’s I.O.U.
- 1913: Red Hicks Defies the World
- 1913: Almost a Wild Man
- 1913: The Mothering Heart
- 1913: Professor Bean’s Removal
- 1913: The Riot
- 1913: With the Aid of Phrenology The Husband
- 1913: Two Old Tars
- 1914: Because of a Hat
- 1914: Ihr Freund, der Bandit (Her Friend the Bandit)
- 1914: Mabel’s Married Life
- 1914: Love and Bullets
- 1914: The Masquerader
- 1914: His New Profession
- 1914: Killing Horace
- 1914: Fatty Again
- 1914: The Noise of Bombs
- 1914: Tillie’s Punctured Romance
- 1915: Rum and Wall Paper
- 1915: Hogan’s Romance Upset
- 1915: Their Social Splash
- 1915: Fatty and the Broadway Stars
- 1918: Watch Your Neighbor
- 1919: Yankee Doodle in Berlin
- 1919: Puppy Love
- 1919: Salome vs. Shenandoah
- 1920: Married Life
- 1920: Love, Honor and Behave
- 1921: A Small Town Idol
- 1921: Home Talent
- 1922: The Crossroads of New York
- 1923: Luck
- 1923: Bright Lights of Broadway
- 1923: The Pill Pounder
- 1924: Der Sumpfengel (Painted People)
- 1924: Lilies of the Field
- 1924: Fools Highway
- 1924: The Girl in the Limousine
- 1924: The Fire Patrol
- 1924: Empty Hearts
- 1924: The Mine with the Iron Door
- 1924: Die Auswanderer. Farmerlos (Sundown)
- 1925: Auf nach Illustrien (Wizard of Oz)
- 1925: Who Cares
- 1925: Percy
- 1925: My Son
- 1925: White Fang
- 1925: Fighting the Flames
- 1925: Paint and Powder
- 1925: Ein Mädel von Klasse (Classified)
- 1925: Why Women Love
- 1925: Steel Preferred
- 1926: Mike
- 1926: Irene
- 1926: The Reckless Lady
- 1926: Des Teufels Zirkus (The Devil’s Circus)
- 1926: Cohen contra Miller (The Cohens and Kellys)
- 1926: Her Second Chance
- 1926: The Boob
- 1926: Sweet Daddies
- 1926: Eheketten (Mismates)
- 1926: Die Braut am Scheidewege (Subway Sadie)
- 1926: Paradise
- 1926: The Silent Lover
- 1927: The Masked Woman
- 1927: McFadden’s Flats
- 1927: Lost at the Front
- 1927: The Poor Nut
- 1927: The Gorilla
- 1927: The Life of Riley
- 1928: The Cohens and the Kellys in Paris
- 1928: The Pioneer Scout
- 1928: Flying Romeos
- 1928: Vamping Venus
- 1928: The Head Man
- 1928: Do Your Duty
- 1930: The Cohens and the Kellys in Scotland
- 1930: Clancy in Wall Street
- 1930: Der Jazzkönig (King of Jazz)
- 1930: Around the Corner
- 1930: The Cohens and the Kellys in Africa
- 1931: Caught Cheating
- 1931: Juwelenraub in Hollywood (The Stolen Jools)
- 1932: The Cohens and Kellys in Hollywood
- 1933: The Cohens and Kellys in Trouble
- 1936: Dangerous Waters
- 1937: Circus Girl
- 1937: County Fair
- 1938: Breaking the Ice